# 대한민국 민법 제1043조
대한민국 민법 제1043조는 포기한 상속재산의 귀속에 대한 대한민국 민법 조문이다.

## 조문
제1043조(포기한 상속재산의 귀속) 상속인이 수인인 경우에 어느 상속인이 상속을 포기한 때에는 그 상속분은 다른 상속인의 상속분의 비율로 그 상속인에게 귀속된다.